# Ministère des Affaires étrangères sous la Révolution
Sous le Directoire, le ministère des Affaires étrangères s'appelle « Relations extérieures ».
Les ministres qui se sont succédé sous la Révolution française sont :
- Armand Marc, comte de Montmorin Saint-Hérem (1787 à 1792)
- Claude Antoine de Valdec de Lessart (1791 à 1792)
- Charles François Dumouriez (1792)
- Pierre-Paul de Méredieu (1792)
- Scipion Victo de Chambonnas (1792)
- François Joseph de Gratet, vicomte Dubouchage (1792)
- Claude Bigot de Sainte-Croix (1792)
- Pierre Henri Hélène Marie Tondu, dit Lebrun-Tondu (1792)
- François Louis Michel Chemin des Forgues, dit Desforges (1793)
- Jean-Marie-Claude-Alexandre Goujon (1794)
- Martial Joseph Armand Herman (1794)
- Philibert Buchot (1794)
- Bernard Mangourit du Champ-Duguet (1794)
- André François Miot (1794 à 1795)
- Jean-Victor Colchen (1795)
- Charles Delacroix de Constant (1795 à 1797)
- Charles Maurice de Talleyrand-Périgord (1797 à 1799)
- Charles-Frédéric Reinhard (1799)